# Безтегловност
Безтегловност е състояние, при което силата на натиск на тяло към опората, възникваща във връзка с гравитационото притегляне или във връзка с ускорението на тяло, изчезва. Друго название на този ефект е микрогравитация.
Често изчезването на теглото се бърка с изчезване на гравитационното притегляне. Това не е така. Като пример може да се даде ситуацията на международната космическа станция (МКС). На надморска височина 350 километра (височината на която се намира станцията) ускорението на свободно падане има стойност 8,8 м/с2, което е само с 10 % по-малко, от повърхността на Земята. На височина 400 км ускорението на гравитацията е 8,63 м/с², което е с 12 % по-малко, отколкото на земната повърхност. Състоянието на безтегловност на МКС възниква за сметка на движението ѝ по кръгова орбита с Първа космическа скорост, в резултат на което силата на притегляне се уравновесява от центробежната сила. Обектите в МКС се движат заедно с нея и не падат на пода ѝ, тъй както станцията не пада на Земята.
На Земята кратковременно състояние на безтегловност също така възниква при полети на самолет по параболична траектория или в началния момент на свободно падане на тяло в атмосферата, докато съпротивлението на въздуха не е голямо.